# ISO 639-3
ISO 639-3:2007（アイエスオー639-3:2007）は、国際規格 ISO 639 言語コードのひとつであり、国際標準化機構によって2007年2月5日に公刊された。
ISO 639-3 は ISO 639-2 3文字コードの拡張で、知られるすべての自然言語の網羅を目的とする。言語の範囲の規定は主に国際SIL（登録主体）が出版するエスノローグの言語コードに基づき拡張された。このコード体系は、当該の言語が現存するか消滅したか、古代語か人工言語であるかを問わず、使用者の数は不問とし、書かれた記録があるかどうかに関わらず、可能なかぎり網羅的な言語の一覧を提供する。ただし、インド・ヨーロッパ祖語のような再建された言語は含まない。
ISO 639-3 はさまざまな応用に供することを目指す。計算機と情報システムではインターネットのように多言語を支援する必要に応じて広く使われる。また、言語学の文献その他において、言語名では不明瞭であったり多義的であったりする場合に、それを補うために用いる。
ISO 639-3 は言語を包括的にカバーし、すべての言語に等しい機会を与え、情報技術で広く採用されているため、情報格差に対応する重要な技術である。

## 言語コード
このコードは、ISO 639-1 の定義を踏襲し、世界の文献でもっとも頻繁に使われるすべての言語を含んでいる。ISO 639-2 は言語だけでなく複数の言語グループにもコードを与えているが、ISO 639-3 は単言語を対象とするため、ISO 639-2 の上位集合ではない。また下記に示すとおり ISO 639-2 に設けたBコードとTコードの2種類に対し、ISO 639-3 はTコードのみ用いる。
例:
| 言語       | 639-1 | 639-2 (B/T) | 639-3 型   | 639-3 コード |
| ---------- | ----- | ----------- | ---------- | ------------ |
| 英語       | en    | eng         | individual | eng          |
| ドイツ語   | de    | ger、deu    | individual | deu          |
| アラビア語 | ar    | ara         | macro      | ara          |
| アラビア語 | ar    | ara         | individual | arb、その他  |
| 中国語     | zh    | chi、zho ·  | macro      | zho          |
| 北方語     | zh    | chi、zho ·  | individual | cmn          |
| 広東語     | zh    | chi、zho ·  | individual | yue          |
| 閩南語     | zh    | chi、zho ·  | individual | nan          |

2012年4月の段階で、ISO 639-3 には 7776言語を登録している。
ISO 639-3 には以下の言語を含む。639-2 の単独の言語、エスノローグ記載の現代語、Linguist Listに記述された歴史的な変種、古代語、人工言語に加え、毎年のコメント期間中に推奨された言語。
登録主体は機械可読なデータファイルを提供する。このデータファイルを使用すると、ISO 639-1 または ISO 639-2 から ISO 639-3 への変換ができる。
ISO 639-3 は原則として、主観的でない基準に従って言語の区別を行う。方言その他の言語未満の変種について識別子を与えることは目的ではない。しかし言語の区別には主観がはいりこみ得る。とくに口頭言語の変種の場合はその傾向が顕著で、文字で記したり教育やメディアで使ったりすることで、様式化が進まないまま存在する。

## コード空間
ISO 639-3 のコードはアルファベット3文字であるため、格納できる言語の最大値は 26 × 26 × 26=17576 件である。そのうち ISO 639-2 指定範囲（特殊コード4件・予備コード520件・Bのみのコード23件）の合計547は、ISO 639-3 コードから除外され、実質の格納は17030 が最大値となる（17576 - 547）。
ISO 639-2 の言語グループ名のうち ISO 639-5 に定義のないものを除くと、さらにその数は少なくなる。

## マクロランゲージ
ISO 639-3 では ISO 639-2 のうち標準の目的において56言語を「マクロランゲージ」ととらえる。ISO 639-2 で個別言語として扱わない複数の言語（例:ara アラビア語）は、ISO 639-3 で新たに定義された。他のマクロランゲージのうち nor （ノルウェー語）は、すでに ISO 639-2 に2つの個別言語がある（nno ニーノシュク および nob ブークモール）。
このことは、ISO 639-2 と ISO 639-3 では、前者が特定の言語の方言と見なした言語を、後者は個別言語と見なさす違いを意味する。例としてISO 639-3 はアラビア語（ara ）に対する標準アラビア語（arb ）を方言としない。
- 例:
  - ISO639-3:ara ← 639-2 アラビア語全般
  - ISO639-3:arb 標準アラビア語

マクロランゲージは、言語学的には異なる言語であっても、話者は同じ言語の2つの変種として扱う場合を反映する試みである（例:ダイグロシア。）

## 集合的言語
集合的言語コード要素とは、いかなる文脈においても単一の言語と考えられない、個別言語のグループを表す識別子である 。これらのコードは個別言語でもマクロランゲージでもない。
ISO 639-2 には集合的言語のための3文字識別子が含まれるが、ISO 639-3 からは除外されている。したがって、この点でも ISO 639-3 は ISO 639-2 の上位集合ではない。
ISO 639-5 は語族や語派のための集合的コードを定義している。

## 汎用コード
特定のコードのいずれも妥当でない場合のために、4つのコードが定義されている。これらのコードは、主にデータベースのように、ISO コードが存在しなくても指定しなければならない場合に使用することを目的とする。
| コード | 意味         |
| ------ | ------------ |
| mis    | その他の言語 |
| mul    | 複数言語     |
| und    | 不明言語     |
| zxx    | 言語ではない |

misは、ISO標準に（まだ）含まれていない言語のために用いる。
mul は、データが複数の言語からなるが、データベースが単一のISOコードを指定することを要求しているときに用いる。
und は、データに使用されている言語名が不明である（誤ってラベルづけされている、ラベルづけされていないなど）場合に用いる。トロイ語のように、言語名は存在するが言語そのものが不明である場合に使用することは目的としていない。
zxx は、データが言語でない場合（動物の鳴き声など）に用いる。
以上に加えて、qaa から qtz までの範囲はローカルに使用する場合のために予約されている。たとえばLinguist List で消滅した言語のために用いる。Linguist List ではこのうちひとつに汎用の値を割りあてている。
| コード | 意味           |
| ------ | -------------- |
| qnp    | 名前のない祖語 |

このコードは、言語系統図において名前のない節点を表すのに使われる。

## 保守のプロセス
ISO 639-3 のコード表は変更可能であるが、すでに使われているコードを守るため、変更が許されるのは以下の場合に限られる:
- ある項目に対する参照情報の変更（言語名・型や範囲の分類を含む）
- 項目の追加
- 重複または誤った項目を非推奨にすること
- ある項目を別の項目に併合すること
- 既存の項目を複数の新しい項目に分割すること

変更は年1回行われる。各変更要求は最低3か月の公開レビュー期間が与えられる。
ISO 639-3 のサイトの「命名の範囲」 およびSILの言語の型において、コードを与える範囲と、どのような条件を満たさなければならないかを説明している。たとえば、人工言語に識別子を与えることはできるが、それが人間のコミュニケーションのために設計されており、かつ文献がある場合に限られる。この制約は個々人の発明に対する要求がなされることを防ぐためにある。
登録主体のWebサイトでは、ISO 639-3 のコード表がどのように保守されるかついて説明している。同時に、変更要求を受けとり処理するためのプロセスも記述している。
このWebサイトでは変更要求の書式と、追加提案に関する情報を収集するための第二の書式が提供されている。任意の団体が変更要求を提出できる。提出された要求はまず登録主体によって不備がないかレビューされる。
不備のない文書による要求を受けとった場合、その要求が公開されている「変更要求インデックス」に加えられる。同時に「Lingust List」の「LINGUIST」ディスカッション・リストおよび関連すると登録主体がみなしている他のリストに告知がなされ、変更要求に対する公開レビューに招待する。どのリストのオーナーおよび個人も特定の地域や語族に関する変更要求に関する通知を受け取ることができる。受け取ったコメントは他の団体がレビューするために公開される。コメントの総意にもとづいて、変更要求は撤回されるか、または「候補状態」に昇格する。
毎年のレビュー期間が終了する3か月前に、LINGUIST のディスカッション・リストおよび他のリストに、「候補状態の変更要求」に関する告知がなされる。すべての要求は、レビュー期間が終了するまでレビュー・コメントが可能である。
毎年のレビュー期間の終了時に決定がなされる。要求は全体あるいは一部が採用されるか、修正されて翌年に持ちこされるか、または検討が撤回される。各変更要求と、それに対する決定・決定の根拠の公開アーカイブが保守されている。

## 批判
言語学者のモーリー、ポストおよびフリードマンは ISO 639-3 に対してさまざまな批判を提起している。
- 3文字コード自身に問題がある。これらのコードは公式には恣意的で技術的なラベルとされているが、実際にはしばしば言語名の省略からなっており、そのうちいくつかは差別的である。たとえば、イェム語（英語版）には jnj が割りあてられているが、これは差別語の「Janejero」に由来する。これらのコードはその言語の話者を侮辱するものであるが、標準において割り当てを変更することができない。
- 標準の管理に問題がある。SIL はキリスト教の宣教団体であり、透明性や説明責任において不適当である。何が言語としてコード化するに値するかの決定が内部で行われる。外部の提案は歓迎されたりされなかったりするが、決定自身は不透明であり、多くの言語学者が標準を改訂することを諦めている。
- 言語に恒久的な識別子を与えることは、言語の変化と両立しない。
- 言語と方言はしばしば厳格に区別できない。方言連続体はさまざまな区分が可能である。そのような区分はしばしば社会的・政治的要因によってなされる。
- ISO 639-3 は人々の所属に関する決定を行う権力者によって誤解ないし誤用され、言語の話者が自分の所属を決めたり自分の言語が何であるかを決めたりする権利を奪いかねない。SIL はこのような問題に対して注意を払ってはいるものの、確立した標準には本質的にこの問題をかかえており、ISO や SIL の意図しない方向に使われる（または誤用される）可能性がある。

マーティン・ハスペルマートはこの指摘のうちの4つを認めたが、言語変化については認めなかった。ハスペルマートによれば、どのような言語の記述もそれが何の言語であるかを同定することが必要であるし、言語の異なる段階を区別するのは容易であるから、言語変化に関する指摘は不当なものである。ハスペルマートは、言語学者は languoid レベルのコード化を行うことを好むだろうとする。「言語学者にとって、それが言語であるか、方言であるか、緊密な関係にある複数の言語であるかが意味を持つことはほとんどない」ためである。ハスペルマートはまた、ISO が言語の同定を行うことが妥当かにも疑問を投げかける。ISO は工業規格の機関であるが、言語の文献と用語は科学的な努力であるとする。ハスペルマートは言語コードの本来の必要性は「翻訳とローカライズの経済的重要性」にあり、ISO 639-1 と ISO 639-2 はそのために作られたことを指摘する。しかし ISO 639-3 によって提供されるような「狭いコミュニティーで使われ、全くないしほとんど書かれることのない、しばしば絶滅の危機にある、ほとんど知られていない言語」を含む包括的なコードが工業的に必要かどうかは疑問とする。

## 日本の諸言語と ISO 639-3
| ISO 639-3 | 言語         |
| --------- | ------------ |
| ain       | アイヌ語     |
| jpn       | 日本語       |
| ryn       | 北奄美大島語 |
| ams       | 南奄美大島語 |
| kzg       | 喜界語       |
| tkn       | 徳之島語     |
| okn       | 沖永良部語   |
| yox       | 与論語       |
| xug       | 国頭語       |
| ryu       | 沖縄語       |
| mvi       | 宮古語       |
| rys       | 八重山語     |
| yoi       | 与那国語     |
| jsl       | 日本手話     |

以上のうち日本語は ISO 639-1 と ISO 639-2 の両方で、アイヌ語は ISO 639-2 でコード化されている。

## 使用例
- エスノローグ
- Linguist List
- OLAC
- IETF言語タグ
- Lexical Markup Framework（機械可読辞書を表現するための国際標準）
- 言語別 TLD (lcTLD) として提案[28][29]
- Unicode の CLDR （ISO 639-2 に含まれない数百の言語について ISO 639-3 を使用）
- Microsoft Windows 8[30] （公開時の ISO 639-3 のすべてのコードをサポート）

## 関連文献
- Aristar, Anthony (2006). “ISO standardized language codes and the Ethnologue”. SSILA Bulletin 247.
- Dobrin, Lise M.; Good, Jeff (2009). “Practical language development:Whose mission?”. Language 85 (3):  619–629. doi:10.1353/lan.0.0152.
- Epps, Patience, et al (2006). “In opposition to adopting Ethnologue's language codes for ISO 639-3”. SSILA Bulletin 246.
- Golla, Victor, ed (2006). “SSILA statement on ISO 639-3 language codes”. SSILA Bulletin 249.